# غاندستوك
غاندستوك (بالإنجليزية: Gandstock)‏ هو أحد جبال سلسلة جبال الألب غلاروس وجزء من القمة الأم يقع في كانتون غلاروس، سويسرا. يبلغ ارتفاع الجبل حوالي 2315 متر، بينما يبلغ ارتفاع نتوء الجبل 161 متر.